# Żywiołak
Żywiołak ist eine polnische Folk-Rockband.

## Geschichte
Żywiołak wurde 2006 in Warschau von den Multiinstrumentalisten Robert Jaworski und Robert Wasilewski gegründet. Jaworski spielte zuvor bei Warsaw Village Band. Später kamen der Schlagzeuger Maciej Łabudzki und die Sängerinnen Anna Piotrowska und Izabela Byra hinzu. Der Stil der Band ist eine Mischung aus Folk und Garage Rock.
Im Dezember 2005 gewann die Gruppe den Publikumspreis beim internationalen Folkmusikfestival Mikołajki Folkowe in Lublin. Im Mai des darauffolgenden Jahres gewann sie beim Warschauer Festival Nowa Tradycja den Grand Prix des Präsidenten des Polnischen Rundfunks.
Beim Festival Dialog der vier Kulturen in Łódź trat Żywiołak ohne Łabudzki auf, der durch Maciej Dymek ersetzt wurde. Anfang 2008 qualifizierte sich die Band mit dem Lied Noc Kupały für die Ausscheidungsrunde des Eurovision Song Contest, konnte jedoch nicht beim Finale auftreten, da sie wegen Verstoßes gegen die Wettbewerbsregeln disqualifiziert wurde. Sie spielte das eingereichte Lied bei einem Konzert, bevor sie das tun durfte.
2007 veröffentlichte die Gruppe ihr Debüt-Extended Play Muzyka psychodelicznej świtezianki, deren Lieder auf einem Gedicht von Bolesław Leśmian basieren. Das erste Studioalbum Nowa Ex-Tradycja wurde 2008 veröffentlicht. Danach trat sie beim Pol’and’Rock Festival und in Bolków und Drohiczyn auf. Zudem tourten sie durch Dänemark und Deutschland. Im April 2011 verließen Piotrowska und Byra die Gruppe. Ihre Plätze wurden von Monika Wierzbicka und Karina Kumorek eingenommen. Die Band löste sich 2013 auf und wurde 2014 von Jaworski neugegründet.
2011 wurde das Lied Oj ty, Petre, Petre aus dem Album Nowa Ex-Tradycja für die Introsequenz von The Witcher 2: Assassins of Kings verwendet. 2018 wurde zu World of Tanks die Karte Studzianki, die auf der Schlacht um Studzianki basiert, hinzugefügt. Um den lokalen Charakter der Karte hervorzuheben, hat sich Wargaming.net mit Żywiołak zusammengetan, die für die Karte ihre Version des Volksliedes W mojej ogródecku aufnahm.

## Diskografie
Studio-Alben
- 2008: Nowa Ex-Tradycja (Karrot Kommando)
- 2010: Nowa Mix-Tradycja (Karrot Kommando)
- 2011: Globalna Wiocha (Karrot Kommando)
- 2017: Pieśni Pół/Nocy (Karrot Kommando)
- 2019: Wendzki Sznyt (Karrot Kommando)
- 2022: Dekonstrukcja Historyczna I (Karrot Kommando)